# Whales Bay Furrows
Whales Bay Furrows är en undervattensränna i Antarktis. Den ligger i havet utanför Västantarktis. Nya Zeeland gör anspråk på området.